# Castillo de los Calatravos
El castillo de los Calatravos es un castillo situado en Alcañiz (provincia de Teruel, Aragón, España), que perteneció a la Orden de Calatrava. Las dependencias más antiguas datan de los siglos XII y XIII, sobresaliendo la capilla, el claustro y la torre del homenaje con importantes pinturas murales de estilo gótico lineal, de principios del siglo XIV, con temas juglarescos y caballerescos. La fachada es del siglo XVIII.
Durante los siglos XIV y XV se le agregaron elementos de ornamentación mudéjar tanto en el propio castillo como en las murallas que lo rodeaban. Desde 1968 alberga un parador nacional de turismo.
Es bien de interés cultural, con la categoría de monumento, desde 1925.

## Historia
Situado en lo alto de una loma, el castillo de los Calatravos se constituyó como punto estratégico desde sus inicios, posiblemente en época romana y posteriormente durante la ocupación musulmana.
A lo largo de la historia ha sido utilizado para diversos menesteres, desde castillo, palacio, cárcel, cuartel, hasta cementerio y residencia, siendo utilizado actualmente como ubicación del parador de turismo «La Concordia» de Alcañiz. Es por ello por lo que no debe extrañar que el edificio original sufriera gran número de intervenciones y reformas a lo largo del tiempo, dando lugar a una construcción ecléctica de estilo y planta.
La zona más antigua del castillo es la zona nordeste. En ella se ubican la torre del homenaje y la capilla, datadas a finales del siglo XII e inicios del siglo XIII.
El castillo vive una historia totalmente unida al devenir del núcleo poblacional de Alcañiz. De este modo, tras pasar a mediados del siglo XII Alcañiz a territorio aragonés, la ciudad pasa a ser propiedad de los señores Sancho Aznárez, don Palacín Beltrán de Santa Cruz y don Artal de Aragón. Es en esta época en la que la villa recibe Fuero Real en 1157 de Ramón Berenguer IV y lleva a cabo una ampliación territorial. Finalmente, en 1179, Alfonso II de Aragón concede el castillo, así como un gran grupo de aldeas y lugares vinculados a la villa, a la Orden Militar de Calatrava. De este modo, la Sede de la Encomienda se ubica en el castillo.
La progresiva independencia del Concejo de Alcañiz, con el apoyo de los monarcas aragoneses, y su importante judería, chocan constantemente con los señores calatravos del castillo. En 1283 se produce en la villa de Alcañiz una de las muchas sublevaciones contra el poder señorial que ejercía la Orden de Calatrava, aunque finalmente consiguió vencer.
La Encomienda Mayor de Calatrava no respetaba las libertades que Ramón Berenguer IV había concedido a la villa al otorgarle la Carta de población en 1157. En el siglo XIV se inicia la construcción del claustro, así como de una serie de dependencias ordenadas en torno a éste, y también se realiza la decoración mural de la Torre del Homenaje.
Al morir el monarca Martín I de Aragón sin descendencia, la villa de Alcañiz se convirtió en residencia del parlamento aragonés (que se alojó en el Castillo de los Calatravos entre septiembre de 1411 y julio de 1412), y de aquí salieron los nueve jueces o compromisarios que debían elegir un nuevo rey para Aragón en lo que vino a llamarse la “Concordia” de Alcañiz.
Más tarde, durante el siglo XVIII se procede a realizar una gran reforma que transformará el antiguo castillo medieval en un típico palacio aragonés (conocido como Palacio de los Comendadores) del tardo-renacimiento, caracterizado por presentar una fachada de grandes dimensiones (datada en 1738), rematada por dos grandes torres cuadradas, a la que se accede por un camino de ronda y una rampa datados en el siglo XIX y fruto de una de las últimas reformas que el complejo sufrió.
Destacan por su gran interés las bellas pinturas murales de estilo gótico-lineal de principios del siglo XIV, que están consideradas como uno de los conjuntos más importantes de Aragón y, en el interior de la capilla, el sepulcro labrado en alabastro de Juan de Lanuza, obra contratada por Damián Forment en 1537. Durante la Guerra de la Independencia, el castillo fue tomado por los franceses, pero las tropas españolas lo recuperaron en 1813. Durante las Guerras Carlistas, el castillo de Alcañiz fue convertido en cuartel por Ramón Cabrera.
En 1968 se inauguró  su reacondicionamiento como parador nacional. En un primer momento el parador se localizaba en el edificio conocido como «palacio de los Comendadores», datado en el siglo XVIII, y pasó a denominarse «Parador nacional de la Concordia». Desde 1992 a 1997 el Gobierno de Aragón promovió diversos trabajos de acondicionamiento y restauración en el inmueble que se destacaron por la instalación de un salón de actos y la restauración del sepulcro de Don Juan de Lanuza, así como de la torre del homenaje.
Nuevamente, entre los años 2000 y 2001 se restauró la decoración mural interior del castillo mediante un convenio de colaboración entre el Ministerio de Educación y Cultura, el Gobierno de Aragón y Caja de Ahorros de la Inmaculada consiguiendo con ello la puesta en valor de este gran conjunto pictórico. El Boletín Oficial de Aragón de 30 de abril de 2004 publicó la Orden de 2 de abril de 2004 del Departamento de Educación, Cultura y Deporte, por la que se completa la declaración originaria de Bien de Interés Cultural del denominado castillo de los Calatravos, conforme a la disposición transitoria primera de la ley 3/1999, de 10 de marzo, de Patrimonio Cultural Aragonés, que incluye su delimitación, los bienes muebles integrantes del bien y el entorno afectado por la declaración.

## Descripción
Es uno de los castillos más complejos de Aragón, fundamentalmente debido a la organización mixta de ser al tiempo castillo y palacio. Por un lado destacan sus grandes dimensiones y la mezcla de estilos que se encuentran en él.

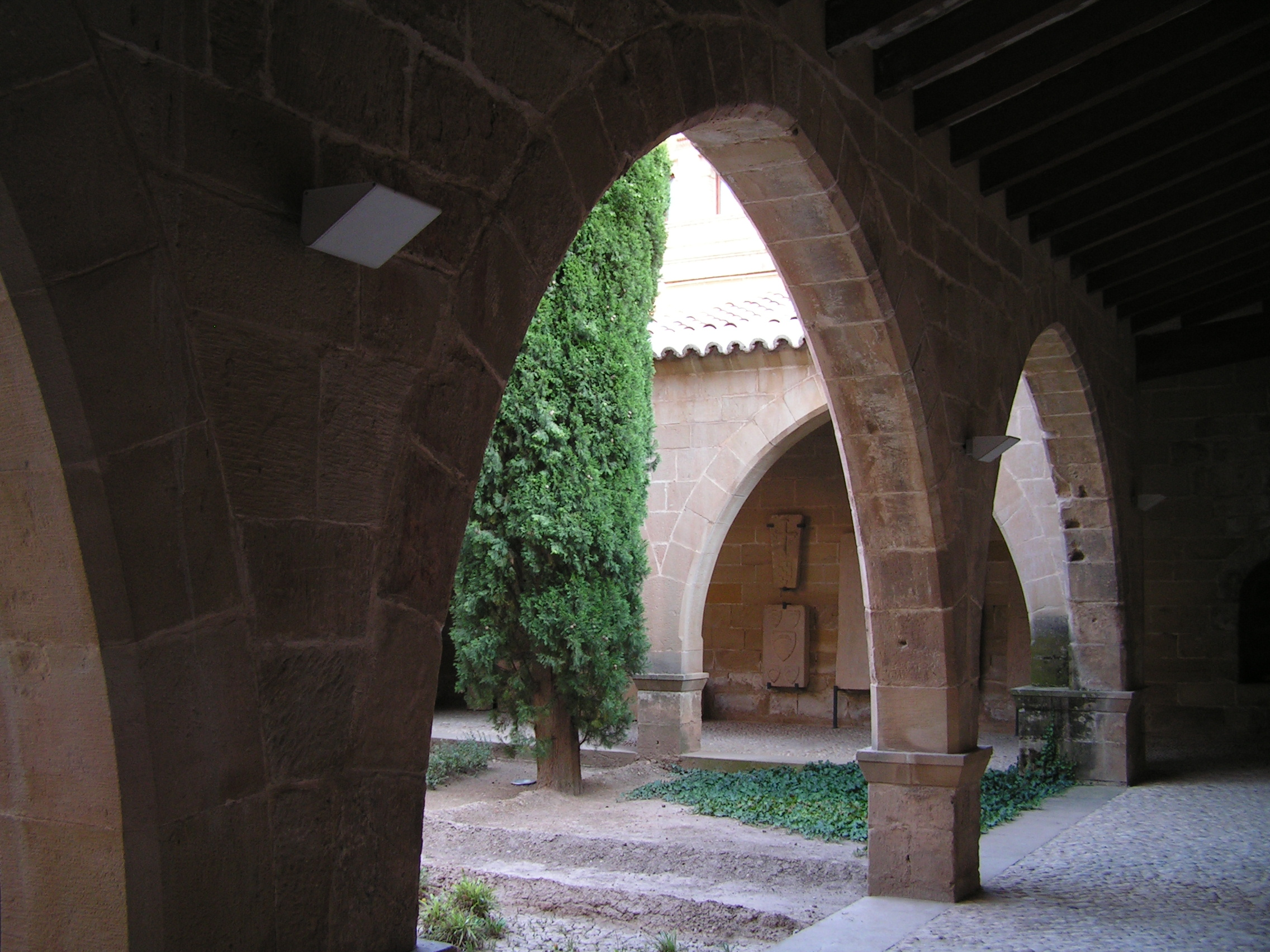
Claustro del castillo.
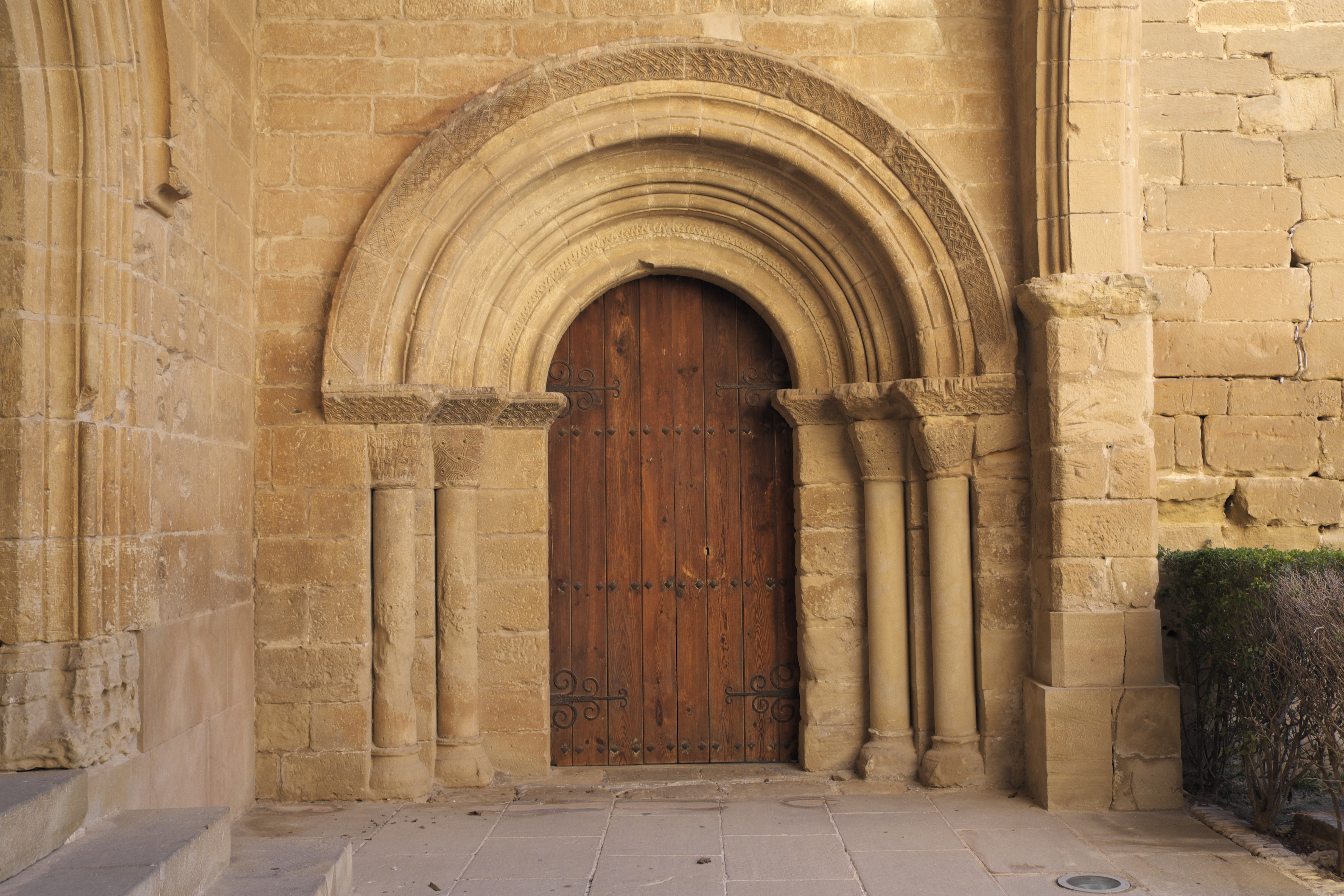
Puerta románica.
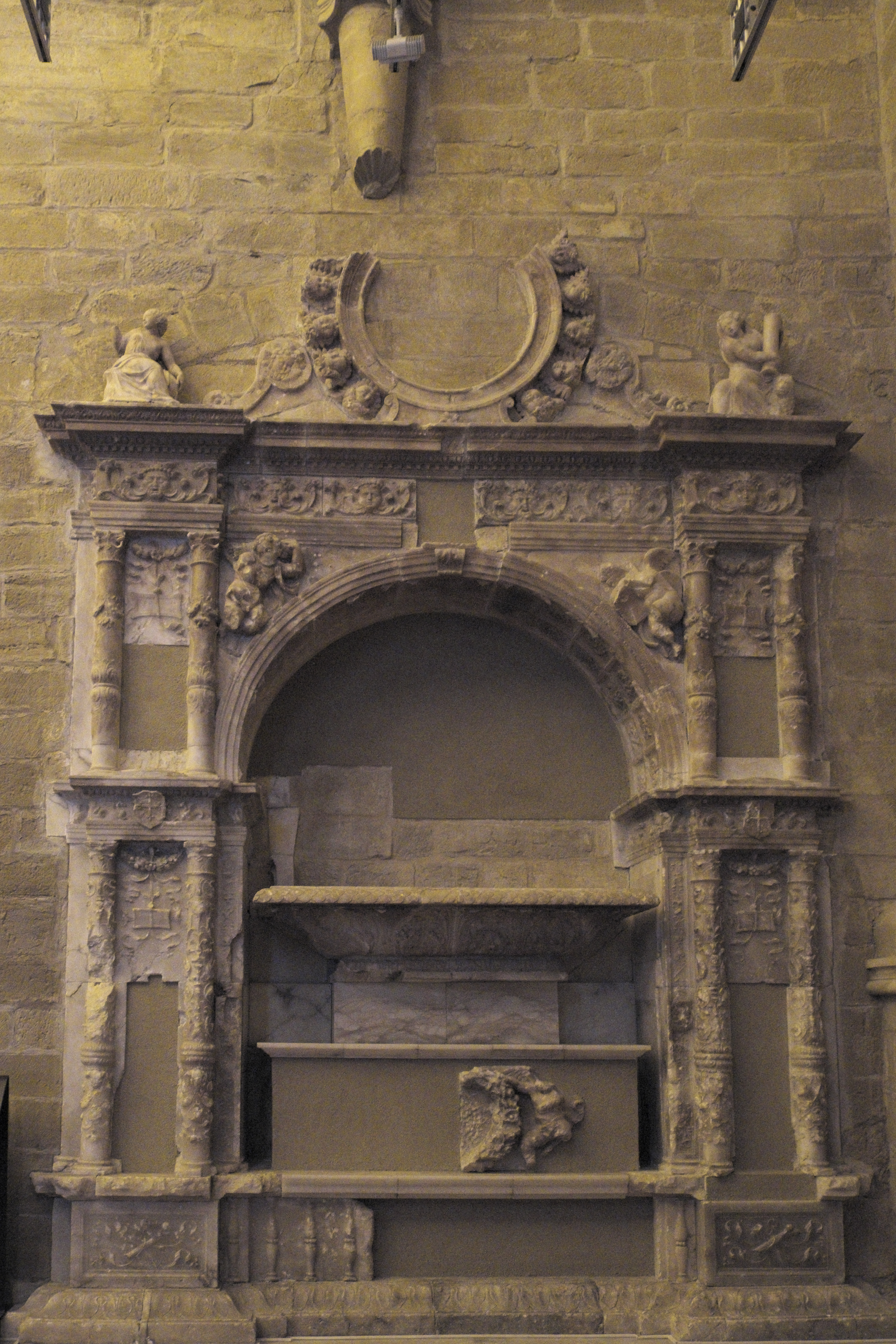
Sepulcro de Juan de Lanuza.
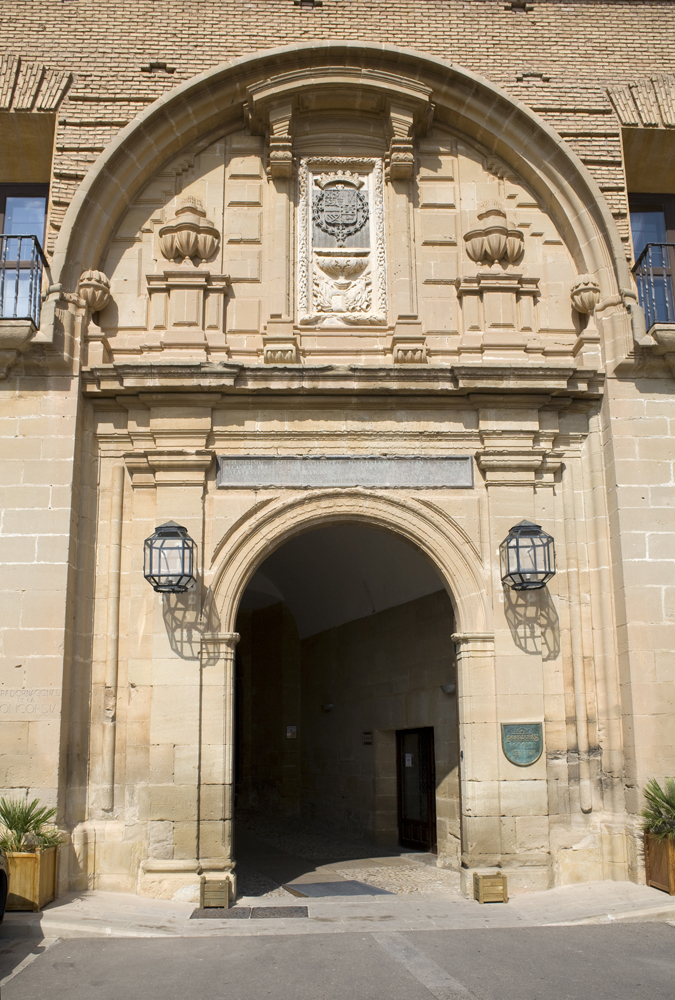
Puerta Palacio de los Comendadores.
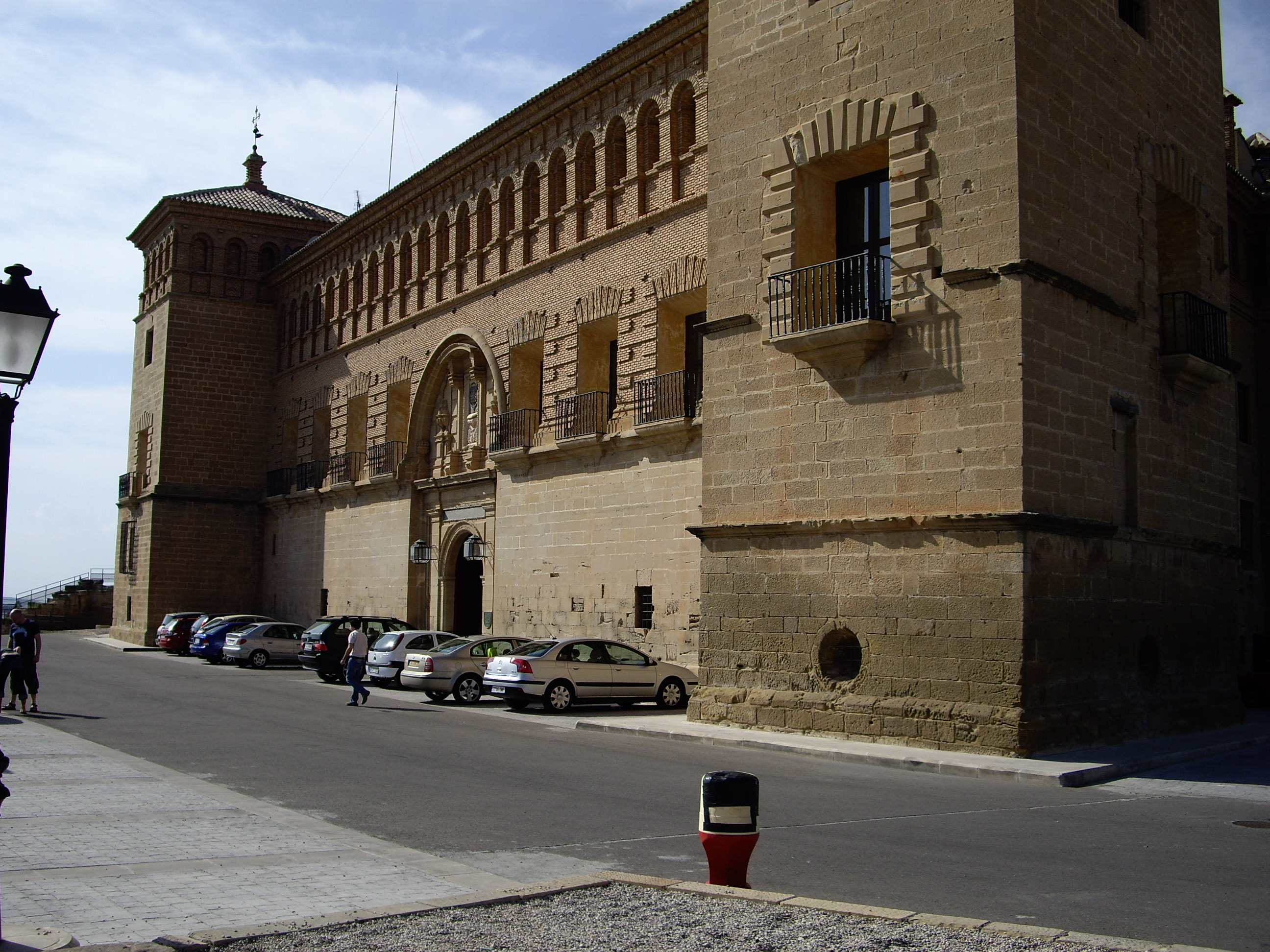
Fachada principal del Palacio de los Comendadores.
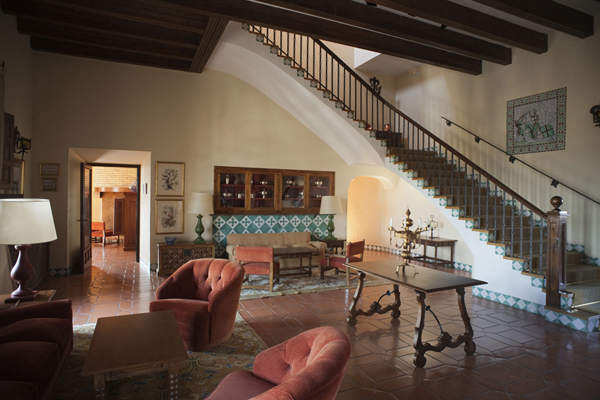
Interior del Palacio.

La fortaleza presenta planta trapezoidal que abarca el complejo conjunto de edificaciones, que podemos ver divididas en dos grandes zonas:

### Zona Norte
Aquí se localizan las construcciones medievales: 
- La torre del homenaje, que está construida en estilo gótico con una planta cuadrada, cuatro alturas y salas decoradas con gran variedad de motivos. Una de ellas con pinturas datadas entre finales del siglo XIII e inicios del XIV y que son alegóricas a la conquista de Valencia que representan  una marcha de varios caballeros de la Orden de Calatrava junto a varios otros caballeros que portan estandartes de linajes importantes en aquel periodo como son los Lara, los Urrea y Cabrera.[5] Otra de las pinturas, aunque en mucho peor estado, representa la escena medieval del Homo Sylvestris, que no es más que un símbolo medieval que representaba la ligación pagana a lo sexual y que a su vez se contrapone con el caballero que marcha a derrotarlo, es por ello que en esta representación se vea al "salvaje" agarrando a una dama a quien un caballero se dispone a lomos de su caballo a rescatar. Otra de las composiciones iconográficas es la de la Rueda de la Fortuna, que se encuentra en la pared sur de la torre y que se encuentra flanqueada por un canido y un gallo, ambos mirando hacia el exterior.[2][5][8]

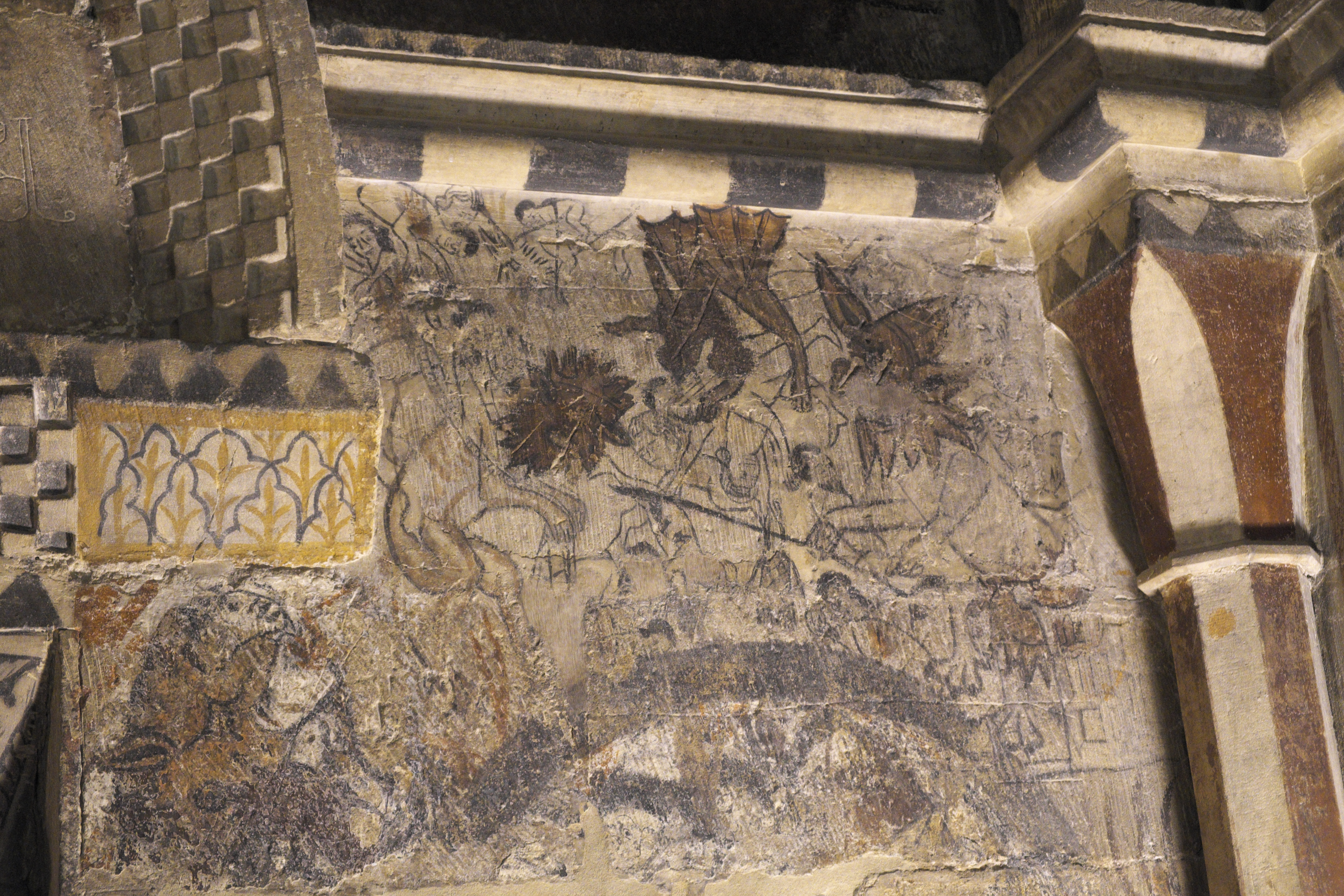
Detalle del "Homo Sylvestris"
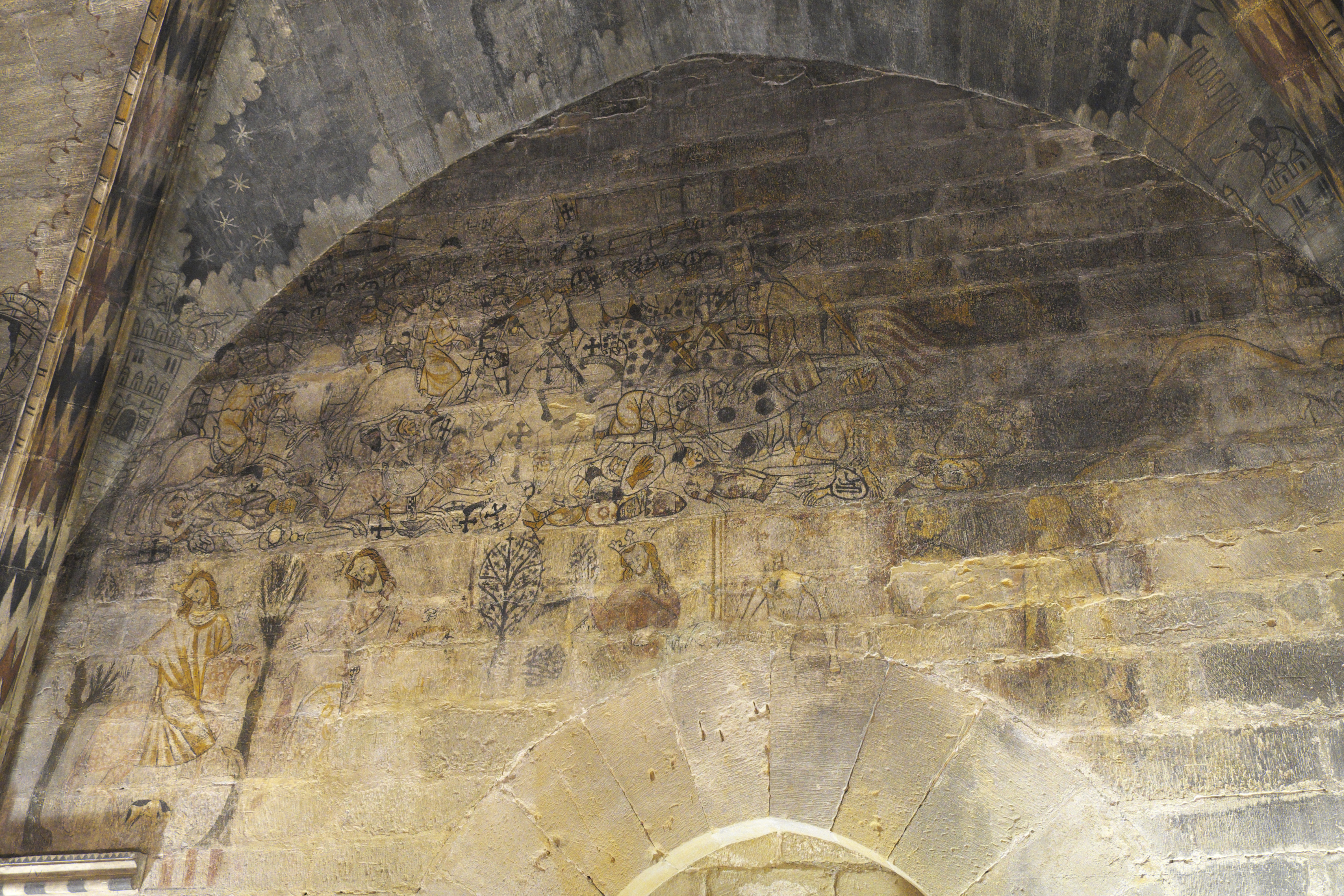
Detalle de escena de combate
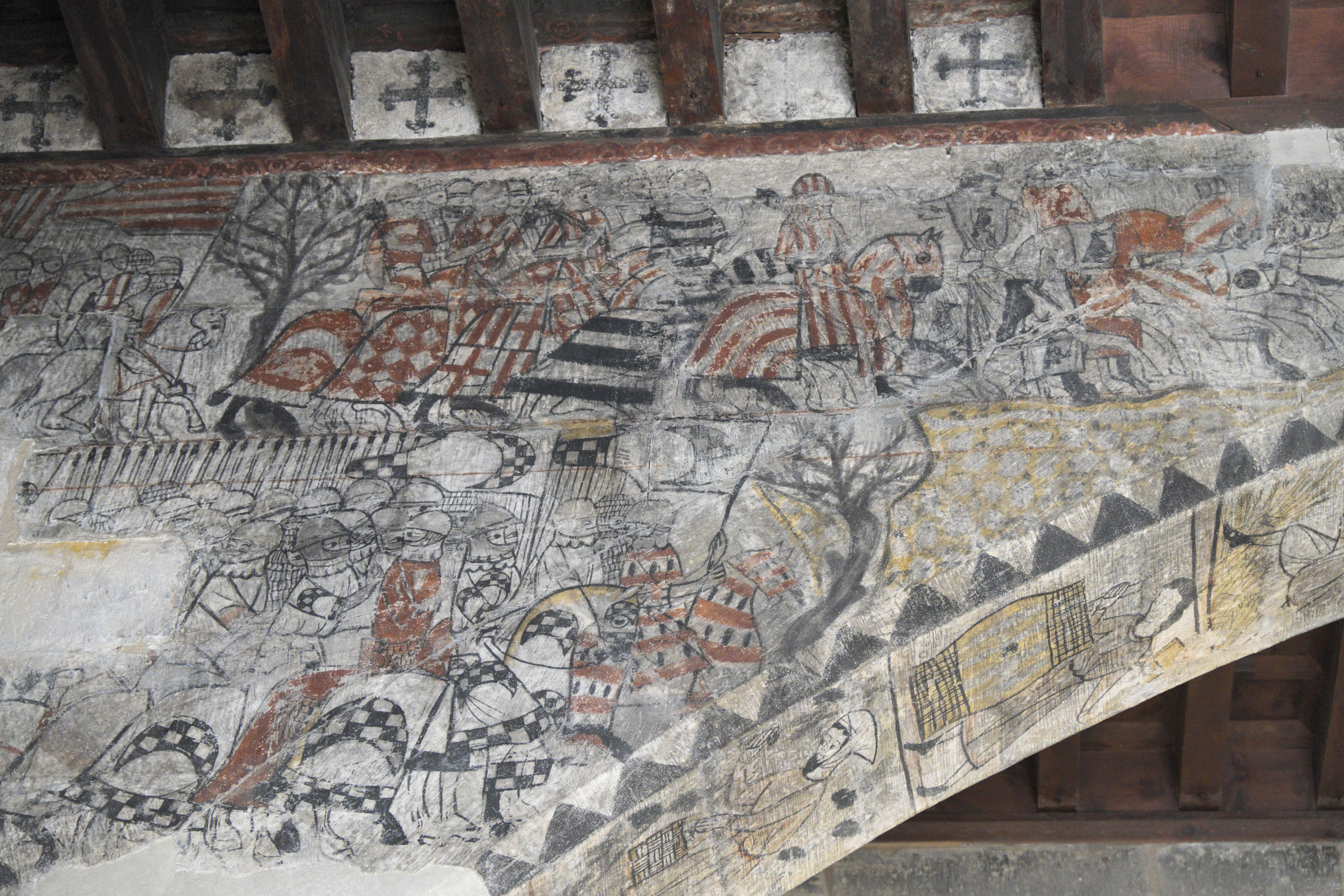
Escena de marcha militar de caballeros nobles

- El claustro ojival que se encuentra adosado al muro sur de la capilla con dos arcos apuntados por crujía y que presenta restos de pinturas murales de carácter funerario datadas entre los siglos XIV y XV; de un solo piso con techo de vigas y al cual se accede por una pequeña puerta románica.
- La iglesia, todo construido siguiendo las pautas del estilo gótico, pese a que se puede ver una portada románica. También destaca en estas construcciones la conocida como Torre de Lanuza y la capilla del castillo, datada en el siglo XIII, de estilo románico y que constituyó la primera parroquia de Alcañiz. Dedicada a María Magdalena, presenta una sola nave con cubierta en bóveda de cañón apuntada, con una portada románica que presenta una escena del Juicio Final aunque con distintos grados de conservación en las distintas partes pero es importante mencionar la decoración en taqueado jaqués que constituye una excepción en la comarca del Bajo Aragón que se podría datar a finales del siglo XIII.[5] En su interior se conserva el sepulcro de don Juan de Lanuza.[2][8]

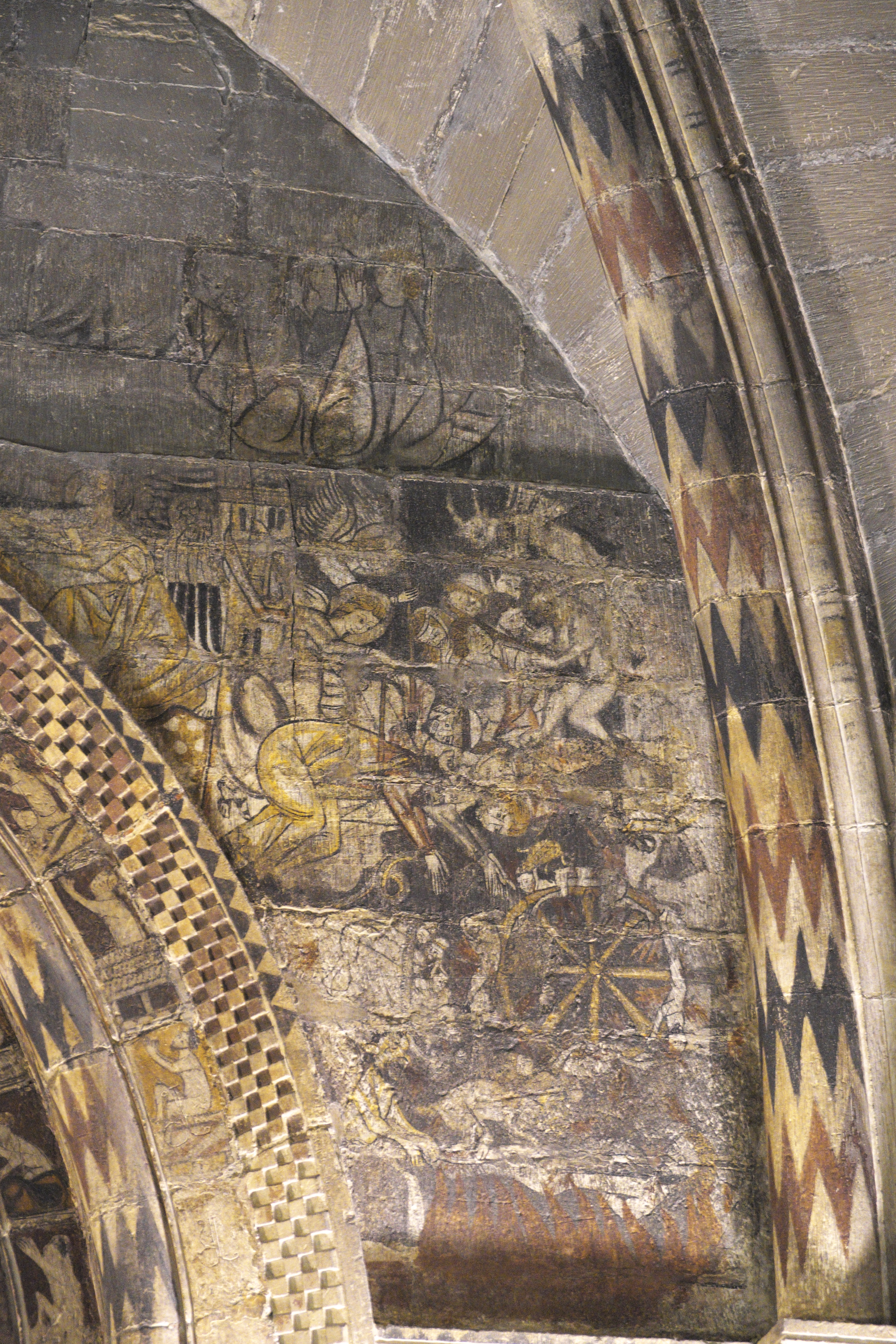
Escena del juicio final
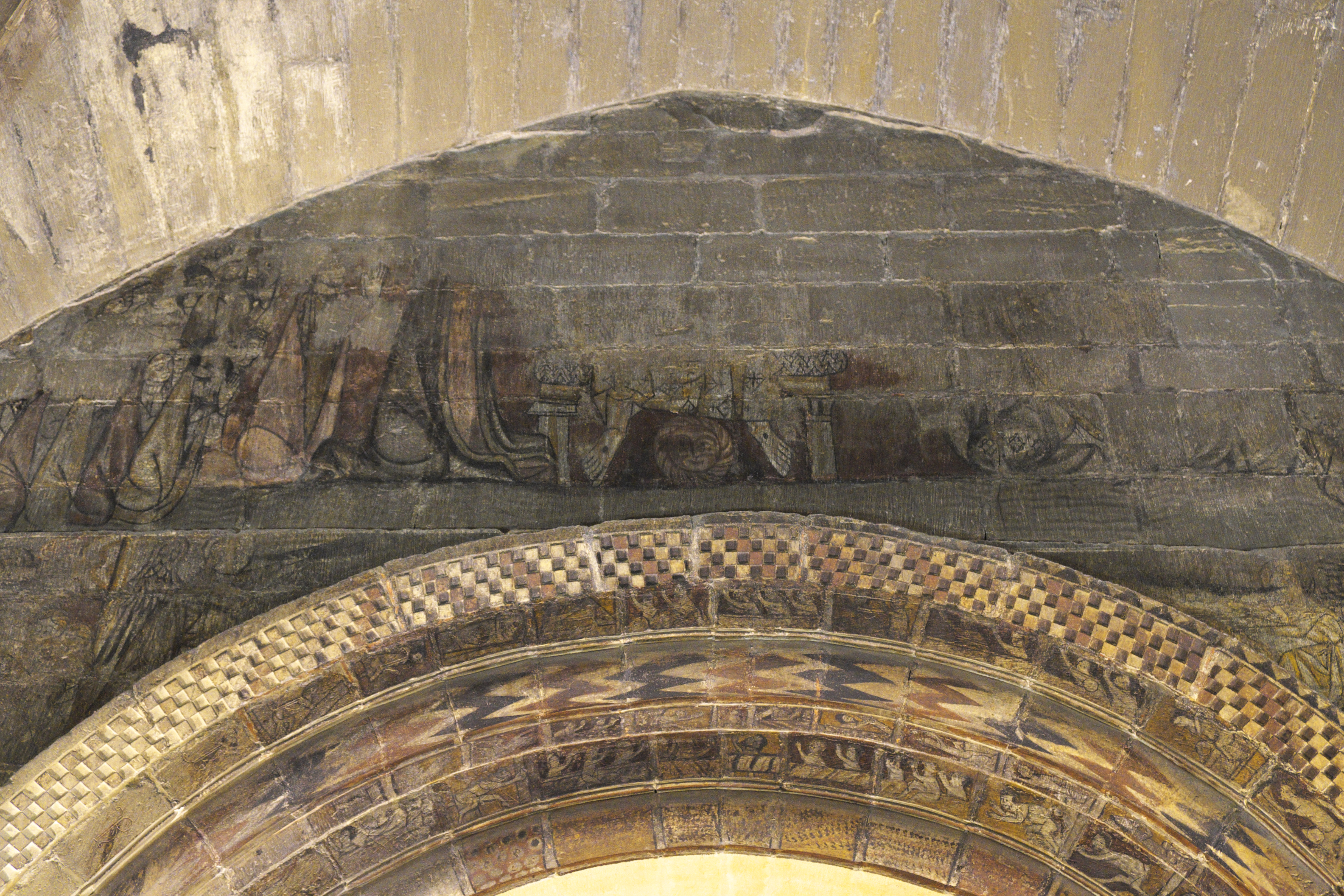
Pantocrátor sobre el taqueado jaqués
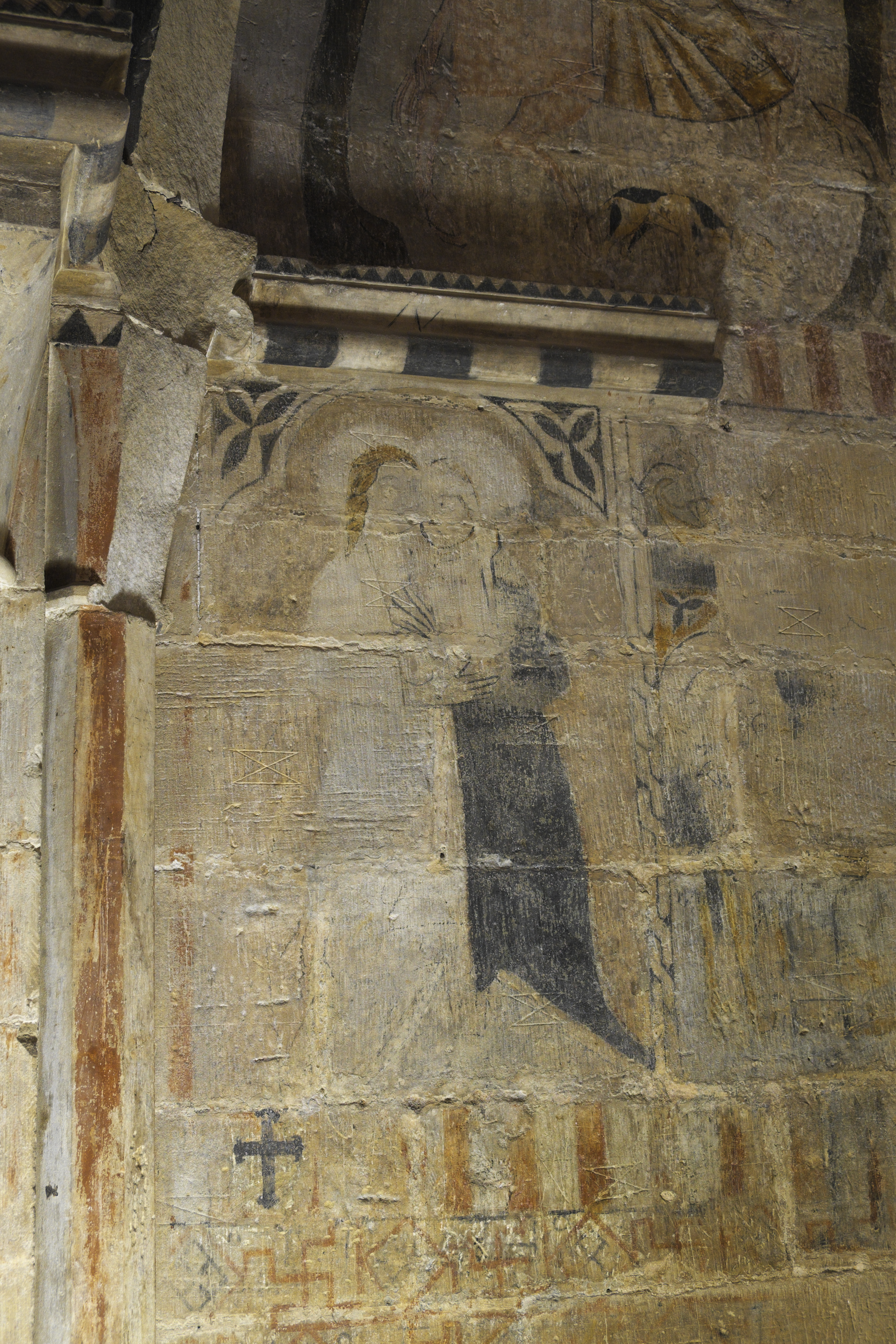
Detalle de Maria Magdalena
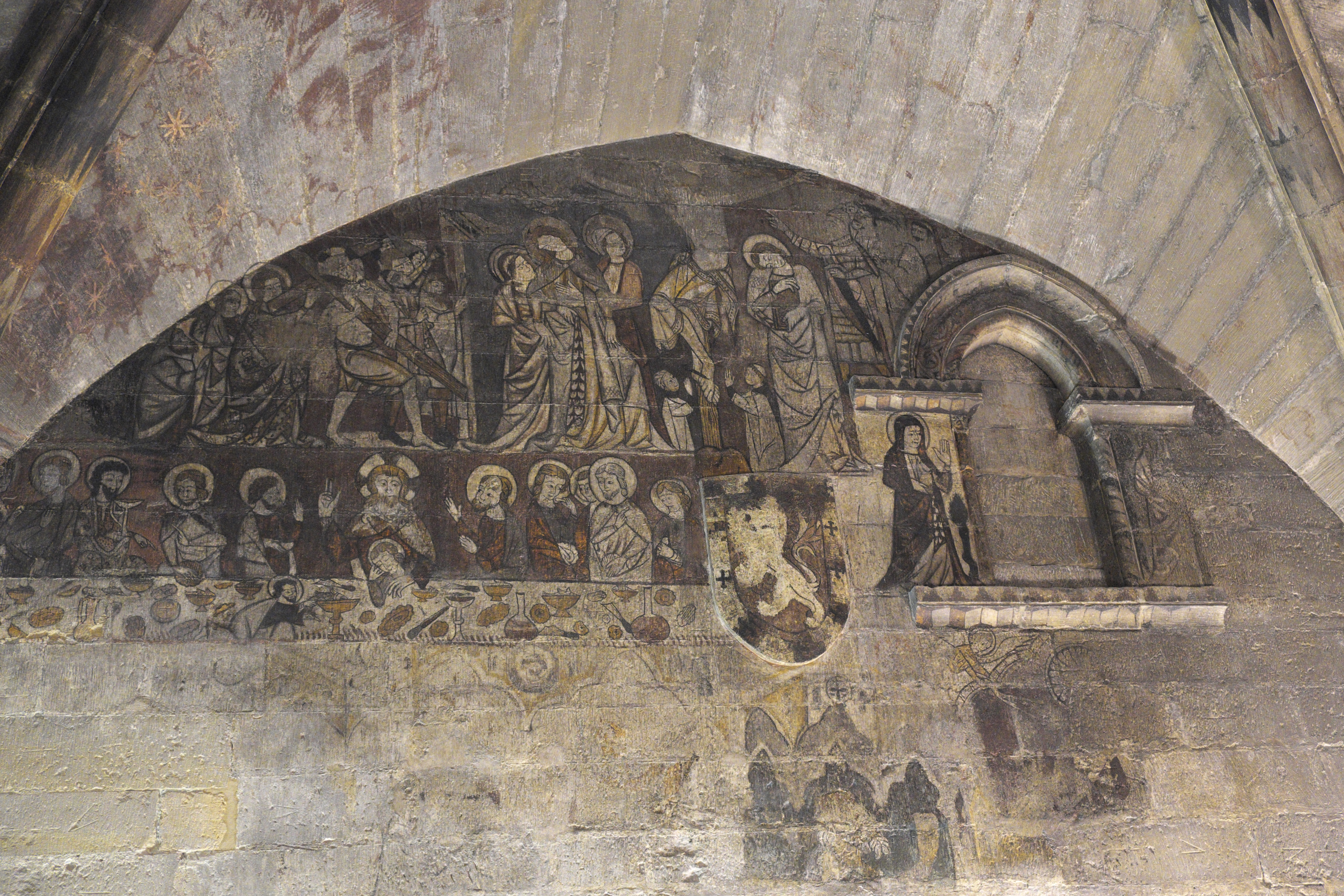
Escenas de la Pasión

### Zona Sur
Esta área es ya de estilo barroco, donde se localizan el resto de las edificaciones que pertenecen en su mayoría al siglo XVIII, y en las que destaca el conocido como Palacio de los Comendadores, ocupado en la actualidad por el Parador Nacional, y en la que hay que destacar su fachada principal.
El castillo de Alcañiz destaca por conservar una buena colección de pinturas murales góticas datadas a lo largo del siglo XIV. Estas pinturas murales son un importante conjunto de decoración de carácter narrativo histórico-caballeresco, con composiciones alegóricas de carácter religioso y profano. Las más antiguas, datan del año 1200 y son las que se encuentran en el atrio de la iglesia románica del castillo, o capilla, con escenas religiosas del Nuevo Testamento y una escena de combate  entre soldados calatravos y defensores del Islam, destacando la figura del monarca.

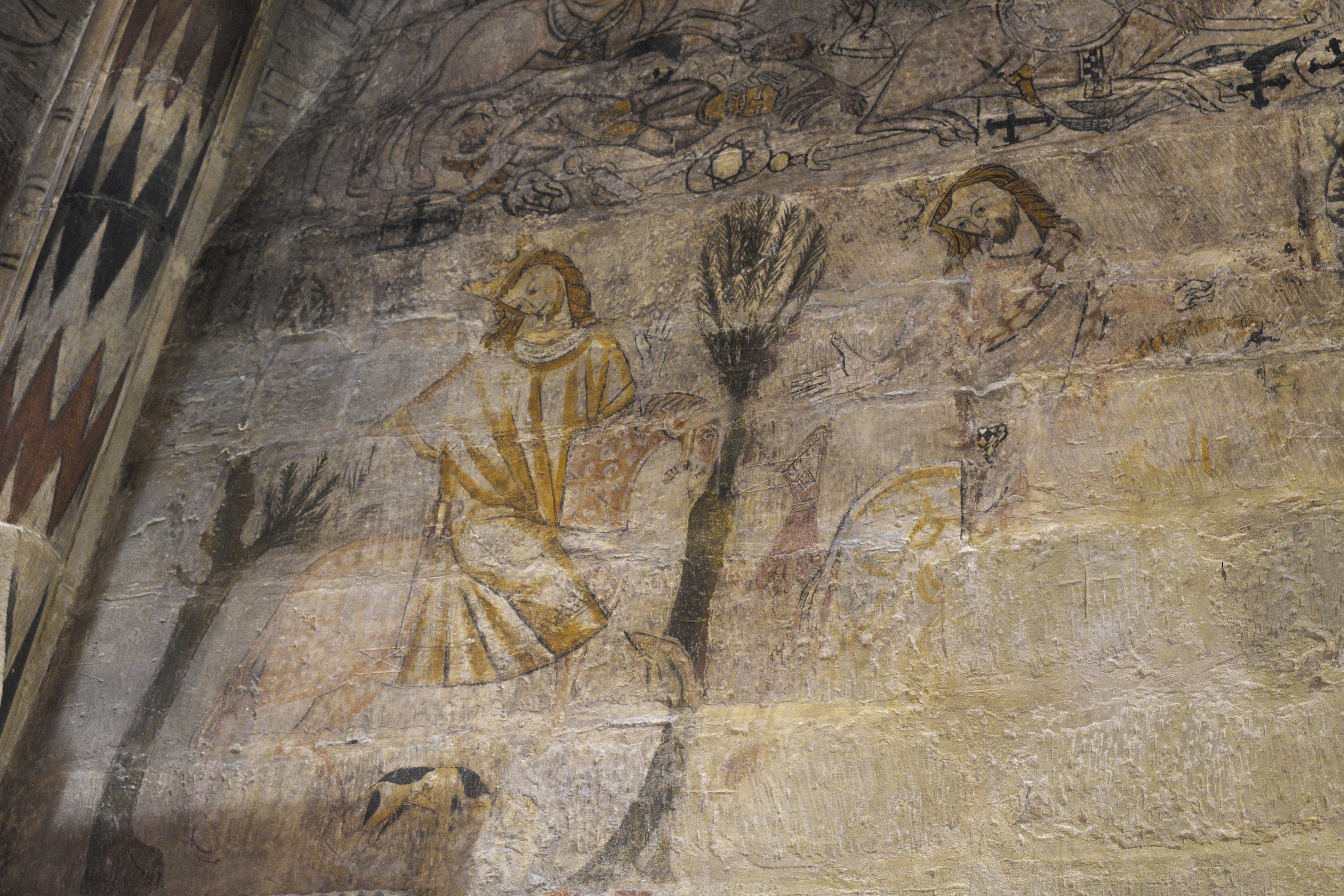
Detalle de las figuras del monarca debajo de la scena de combate entre calatravos y defensores del islam
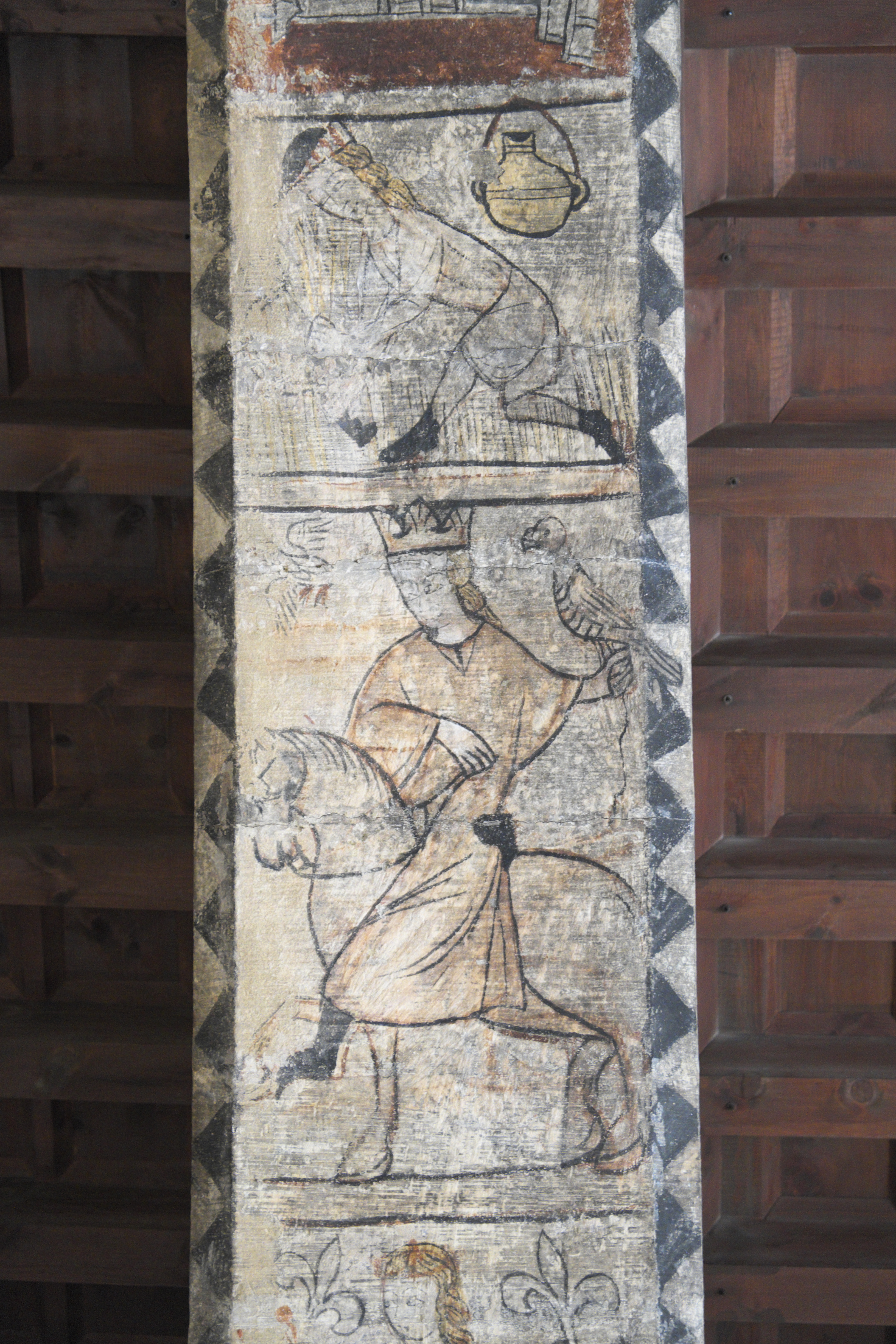
Escenas de las horas
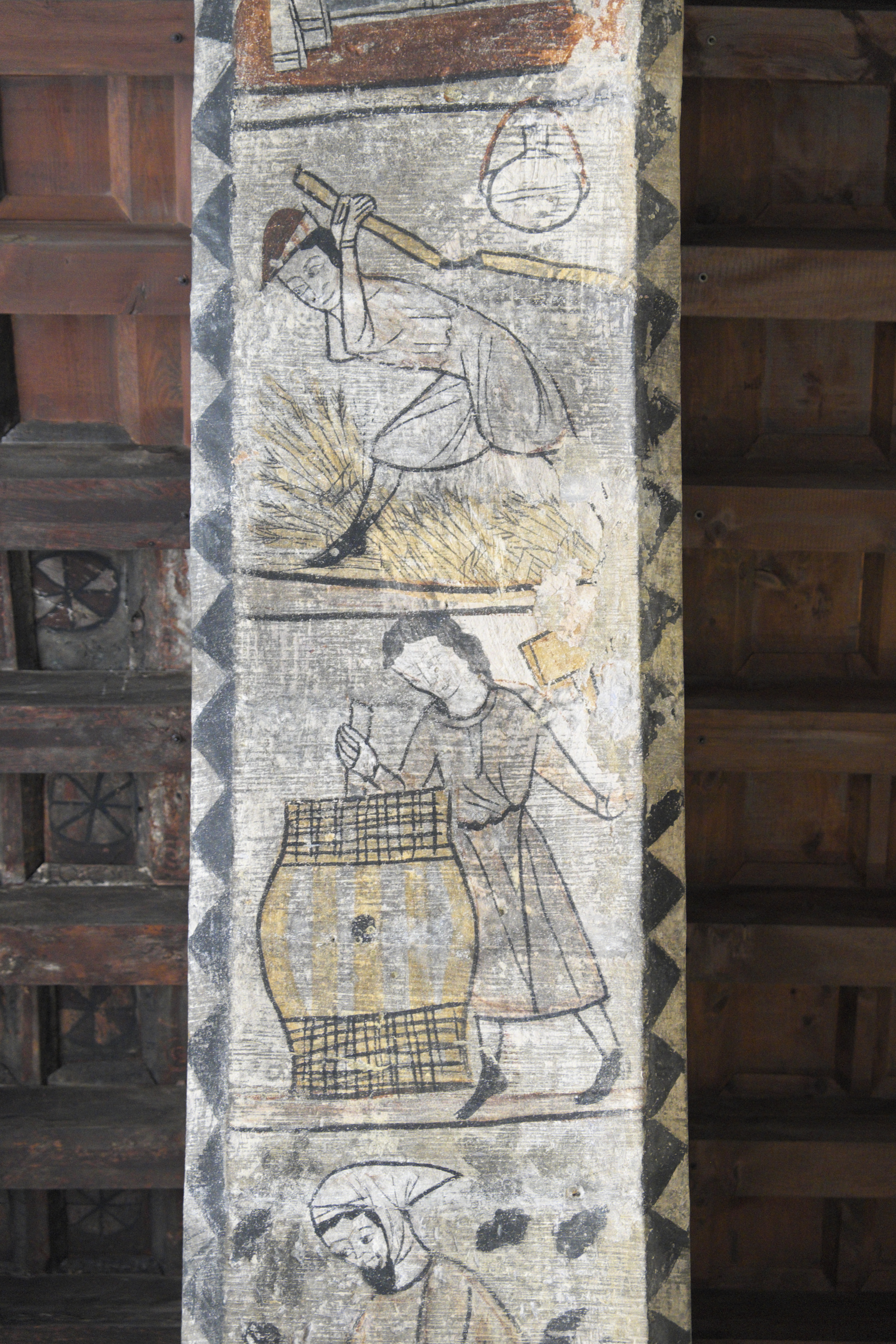